# アゼルバイジャン関係記事の一覧
アゼルバイジャン関係記事の一覧（アゼルバイジャンかんけいきじのいちらん）
アゼルバイジャンに関係する記事を一覧する。
- アゼルバイジャン出身の人物についてはアゼルバイジャン人の一覧を参照。

## あ行
- アヴァル語 - カフカス地方のアヴァール人の言語。アゼルバイジャン北部にも話者がいる
- アセナ - テュルク神話に登場する狼。現在、発祥であるトルコだけでなくテュルク系民族全体に語り継がれている
- アゼルバイジャン外務省（アゼルバイジャン語版、英語版）
- アゼルバイジャン教育省（アゼルバイジャン語版）
- アゼルバイジャン共和国軍
  - アゼルバイジャン空軍
  - アゼルバイジャン陸軍
  - アゼルバイジャン海軍
    - アゼルバイジャン海軍艦艇一覧

- アゼルバイジャン共和国汚職防止委員会（ロシア語版）
- アゼルバイジャン共和国検察庁（英語版、トルコ語版）
- アゼルバイジャン共和国憲法裁判所（アゼルバイジャン語版、英語版）

- アゼルバイジャングランプリ

- アゼルバイジャン建築・建設大学（アゼルバイジャン語版）

- アゼルバイジャン言語大学（英語版）

- アゼルバイジャン航空
- アゼルバイジャン国防省（アゼルバイジャン語版）
- アゼルバイジャン国民政府
- アゼルバイジャン国立交響楽団
- アゼルバイジャン国立美術館

- アゼルバイジャン国家出版社（アゼルバイジャン語版）
- アゼルバイジャン国家保安省 - 同国にかつて存在していた情報機関

- アゼルバイジャン語

- アゼルバイジャン作家組合（アゼルバイジャン語版）
- アゼルバイジャン・サッカー連盟（アゼルバイジャン語版、英語版） - 略称AFFA
- アゼルバイジャン柔道連盟（アゼルバイジャン語版） - 略称ACF
- アゼルバイジャン人
  - アフシャール人（英語版）
  - カラパパク人（英語版）
  - テレケメ人（英語版）
  - ハラジ人（英語版）
- アゼルバイジャン人の一覧
- アゼルバイジャン人民戦線

- アゼルバイジャン・ソビエト社会主義共和国

- アゼルバイジャン石油化学大学（アゼルバイジャン語版、英語版）

- アゼルバイジャン・タワー

- アゼルバイジャン内務省

- アゼルバイジャンにおける汚職（ロシア語版）

- アゼルバイジャンの空港の一覧
- アゼルバイジャンの刑法（英語版）
- アゼルバイジャンの建築
- アゼルバイジャンの国歌
- アゼルバイジャンの国旗
- アゼルバイジャンの査証政策
- アゼルバイジャンの首相
- アゼルバイジャンの政党
- アゼルバイジャンの大学一覧（英語版）
- アゼルバイジャンの大統領
- アゼルバイジャンの都市の一覧
- アゼルバイジャンの法執行機関（英語版、トルコ語版）
- アゼルバイジャンのユーロビジョン・ソング・コンテスト

- アゼルバイジャン・マナト - 通貨単位。補助通貨はケピックで、1マナト = 100ケピック

- アゼルバイジャン民主共和国 - かつて存在していた国家で、現在のアゼルバイジャンの前身国家の一つに当たる

- アラス川 - アゼルバイジャンを含む西アジア・コーカサス地域を流れる河川
- アラス共和国 - かつて存在していた国家で、短命に終わった未承認国家の一つに数え上げられる
- アルメニア - 隣国であり、同国とはナゴルノ・カラバフを巡って幾度も対立した過去を互いに持ち合わせている

- イスラム世界

- イラン - 隣国の一つ。イランにもアゼルバイジャン人が多く生活している。

## か行
- ガージャール族（英語版） - トゥルクマーン系の部族でアルメニアやアゼルバイジャン、イラン北西部地域に様々な部族ならび周辺の民族とともに住んでいた。ガージャール部族連合を結成してガージャール朝を立国した
- カスピ海
- カスピ海艦隊中央委員会独裁政権 - かつて存在した政権の一つで、第一次世界大戦中のバクーに短期間存在していた
- ガラチ（英語版） - ロマの一派。この一派は自らを「ドム」と自称しており、一説には中世の中央アジアから渡来したロマの遊牧民の末裔とされている
- キャビア外交（英語版、ロシア語版） - アゼルバイジャンが他国との外交政策において執る手法を指したもの
- ギャンジャ - 国内第2の都市
- ギャンジャ国際空港
- 教師の日
- コーカサス
  - 北コーカサス
  - 南コーカサス
- コーカサス山脈
  - 小コーカサス山脈
  - 大コーカサス山脈
- ゴブスタン国立保護区 - 世界遺産（文化的景観）
- ゴレスターン条約

## さ行
- ザカフカース社会主義連邦ソビエト共和国
- ザカフカース民主連邦共和国
- サッカーアゼルバイジャン代表
- ジャムシッド＝ナヒチェヴァンスキー軍事学院（英語版） - 同国の教育機関の一つ。同国軍の兵士養成学校である
- 城壁都市バクー、シルヴァンシャー宮殿、及び乙女の塔 - 世界遺産（文化遺産）
- ジョージア - 隣国の一つ。 旧名はグルジア
- 新アゼルバイジャン党 - 同国の政党の一つ。
- 世界アゼルバイジャン青年連合 - 同国の公共ユニオン
- ソビエト連邦 - 前身の一つのアゼルバイジャン・ソビエト社会主義共和国はこの連邦国家の構成共和国であった
  - ソビエト連邦の崩壊

## た行
- ダゲスタン共和国 - ロシアの共和国の一つ。南部にアゼルバイジャン人が居住しておりアゼルバイジャン語も公用語指定されている。
- チュルク語族
- デジタル開発運輸省（アゼルバイジャン語版、英語版） - アゼルバイジャンにおける中央執行機関の一つ。交通分野における国家政策と規制を実施している。正式名称はアゼルバイジャン共和国デジタル開発運輸省
  - アゼルバイジャン人工知能研究所（アゼルバイジャン語版） - 同省の下に設立された研究機関。人工知能の開発と同国下での人工知能の活動ならびに能力に対する柔軟な管理を目的としている。
- テュルク系民族
- テュルクビジョン・ソング・コンテスト
  - テュルクビジョン・ソング・コンテスト2013
- テュルク評議会
- 独立国家共同体
- トルクメニスタン - 中央アジアに位置する共和制国家。アゼルバイジャンとは民族ならび経済的な関わりを強く持つ。
- トルコ - 西アジアに位置する共和制国家。アゼルバイジャンとは民族的な関わりが深い。
- トルコマーンチャーイ条約

## な行
- ナゴルノ・カラバフ
  - ナゴルノ・カラバフ自治州
  - ナゴルノ・カラバフ戦争
- ナヒチェヴァニ郡 - かつてコーカサスに存在したロシア帝国の郡。
- ナヒチェヴァン (都市)
- ナヒチェヴァン自治共和国
- ナヒチェヴァン自治ソビエト社会主義共和国
- ニザーミー廟 - ニザーミー(ペルシアの詩人)に敬意を表してギャンザに作られた構造物
- 西アジア

## は行
- 白系イスラム軍（アゼルバイジャン語版） - かつて存在したイスラム系軍事組織で、オスマン帝国によって1918年に設立された。当時のアゼルバイジャンに当たる地域と北部コーカサスのイスラム教徒の人々を救う目的で結成された
- バクー - 首都
- バクー県 - ロシア帝国に存在していた県の1つ。現在のアゼルバイジャンに相当する
- バクー・テレビタワー（英語版、ロシア語版） - バクーにある電気通信塔。複合施設となっている
- バクー＝トビリシ＝カルス鉄道 - 国際列車の鉄道路線。アゼルバイジャン、ジョージア、トルコの3カ国を通っており、総延長は826kmである。略称はBKT鉄道
- バクーの戦い（アゼルバイジャン語版）
- ババク（アゼルバイジャン語版、英語版） - 1979年製作の映画作品
- バベク県（アゼルバイジャン語版、英語版） - ナヒチェヴァン自治共和国の県の一つ。ババク県とも記される
  - バベク（アゼルバイジャン語版、英語版） - バベク県の首都
- バレーボールアゼルバイジャン女子代表
- 汎テュルク主義
- ハンマーム - 伝統的な公衆浴場
- ヒンメト - イスラム世界最初の社会民主主義組織。ロシア帝国末期に創立されたが帝国政府から激しい弾圧を受け壊滅した
- ブタ・パラス（英語版） - バクーにある施設で音楽・舞台・芸術を趣旨とした催事に利用されている
- フレイム・タワー（アゼルバイジャン語版、英語版） - バクーにある複合型高層ビルで、内部はアパート・ホテル・オフィスの３区で構成されている。観光名所の一つとして有名
- ヘイダル・アリエフ国際空港 - バクーにある国際空港で、アゼルバイジャン航空の本拠地である
- ホジャリ大虐殺

## ま行
- ミュサヴァト党 - 同国の政党の一つ
- ムガム - 伝統即興音楽
- 名誉の路地（アゼルバイジャン語版、ロシア語版、英語版） - バクー内に位置する墓地。この場所は著名な同国出身者の彫像型墓碑が多く設けられていることで知られている

## ら行
- ラチン回廊 - アルメニアとナゴルノ・カラバフを結ぶ回廊地帯。周囲をアゼルバイジャン支配のラチン県に囲まれる。
- ラヨン - ソ連の行政区画。
- レズギ人 - 同国における少数民族。同国北東部の先住民として居住している
- ルブ・エル・ヒズブ - 記号の一種。歴史上深い関係がある
- ロシア連邦 - 隣国の一つ。

## わ行
- ワルシャワ条約機構 - 冷戦期に前身であるアゼルバイジャン・ソビエト社会主義共和国（ソ連）が加盟していた。
  - ワルシャワ条約 (1955年)

## 英記号・数字
- .az（国別コードトップレベルドメイン）
- GPU(国家政治保安部)
- ICAO空港コードの一覧/U#UB – アゼルバイジャン - ICAO空港コード
- KGB (ソ連国家保安委員会)
- NKVD (内務人民委員部)
- MENA - 広範囲で定義した場合に同国が含まれることがある
- NIS諸国
- SOCAR - アゼルバイジャンの国営石油会社
- 26人のバクー・コミッサール - かつて存在していたバクー・コミューン (Бакинская коммуна) の党員たちを指す語。メンバーにはボリシェヴィキと社会革命党左派（スペイン語版）が含まれていた